# XX dynastia
XX dynastia – dynastia władców starożytnego Egiptu, panująca w latach 1186–1070 p.n.e.
| Nowe Państwo Tebańskie – XX dynastia |                       |                                                |                                               |                  |
| Władca                               | Lata panowania p.n.e. | Nomen                                          | Prenomen                                      | Żony             |
| Setnacht                             | 1186–1183             | Setnacht Merer AmonRa                          | Userkaure Setepenre Meriamon                  | TejemerenIset    |
| Ramzes III                           | 1183–1152             | Ramessisu Heka Junu                            | Usermaatre Meriamon                           | Iset, Titi, Teje |
| Ramzes IV                            | 1152–1145             | Ramessisu Heka Maat Meriamon                   | Usermaatre Setepenamon Hekamaatre Setepenamon | Dautentopet      |
| Ramzes V                             | 1145–1142             | Ramessisu Amonherchopszef Meriamon             | Usermaatre Secheperenre                       | Tauerettel       |
| Ramzes VI                            | 1142–1134             | Ramessisu Amonherchopszef Neczer Heka Junu     | Nebmaatre Meriamon                            | Nubchesbed       |
| Ramzes VII                           | 1134–1126             | Ramessisu It Amon Neczer Heka Junu             | Usermaatre Setepenre Meriamon                 | ?                |
| Ramzes VIII                          | 1126–1125             | Ramessisu Meriamon Setherchopszef              | Usermaatre Achenamon                          | ?                |
| Ramzes IX                            | 1125–1107             | Ramessisu Chaemuaset Meriamon                  | Neferkare Setepenre                           | Baketwernel      |
| Ramzes X                             | 1107–1103             | Ramessisu Amonherchopszef Meriamon             | Chepermaatre Setepenre                        | ?                |
| Ramzes XI                            | 1103–1070             | Ramessisu Chaemuaset Meriamon Neczer Heka Junu | Menmaatre Setepen-Ptah                        | Tentamon         |